# Дидюк Андрій Валентинович
Андрі́й Валенти́нович Дидюк — підполковник міліції МВС України, командир полку. Учасник російсько-української війни. 

## Життєпис
Станом на жовтень 2015 року — помічник командира полку патрульної служби поліції особливого призначення «Київ».

## Нагороди
"За особисту мужність і героїзм, виявлені у захисті державного суверенітету та територіальної цілісності України, вірність військовій присязі під час російсько-української війни"
- нагороджений орденом Данила Галицького (27.5.2015).